# Braithwaite (Luisiana)

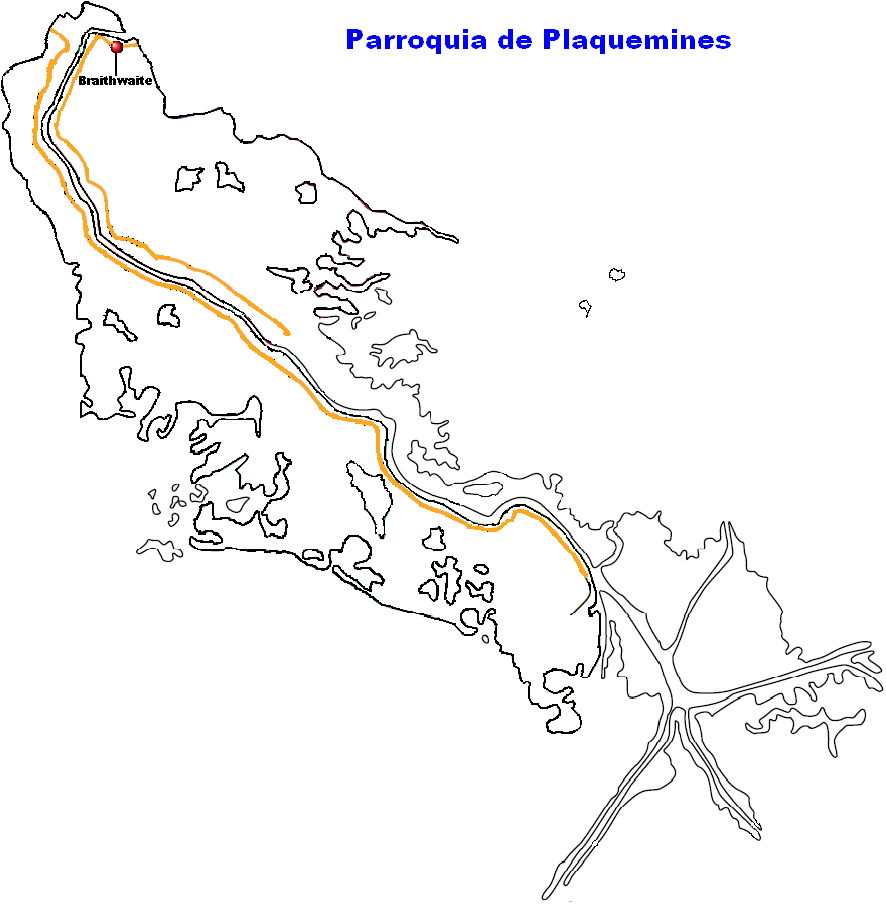
Localización de Boothville en el mapa de la parroquia de Plaquemines.

Braithwaite es una comunidad localizada en el delta del río Misisipi, dentro de la parroquia de Plaquemines, Luisiana, Estados Unidos.

## Geografía
Se encuentra en la parte oriental del delta del Misisipi. Algunos de los principales destinos turísticos en los alrededores son la ciudad de Nueva Orleans a unos 17 km de Braithwaite. El aeropuerto internacional más cercano, en Houston, (IAH) George Bush Intercontinental Airport está situado a unos 521 km de la localidad de Braithwaite. Coordenadas: 29°51′59″N 89°56′36″O / 29.86639, -89.94333

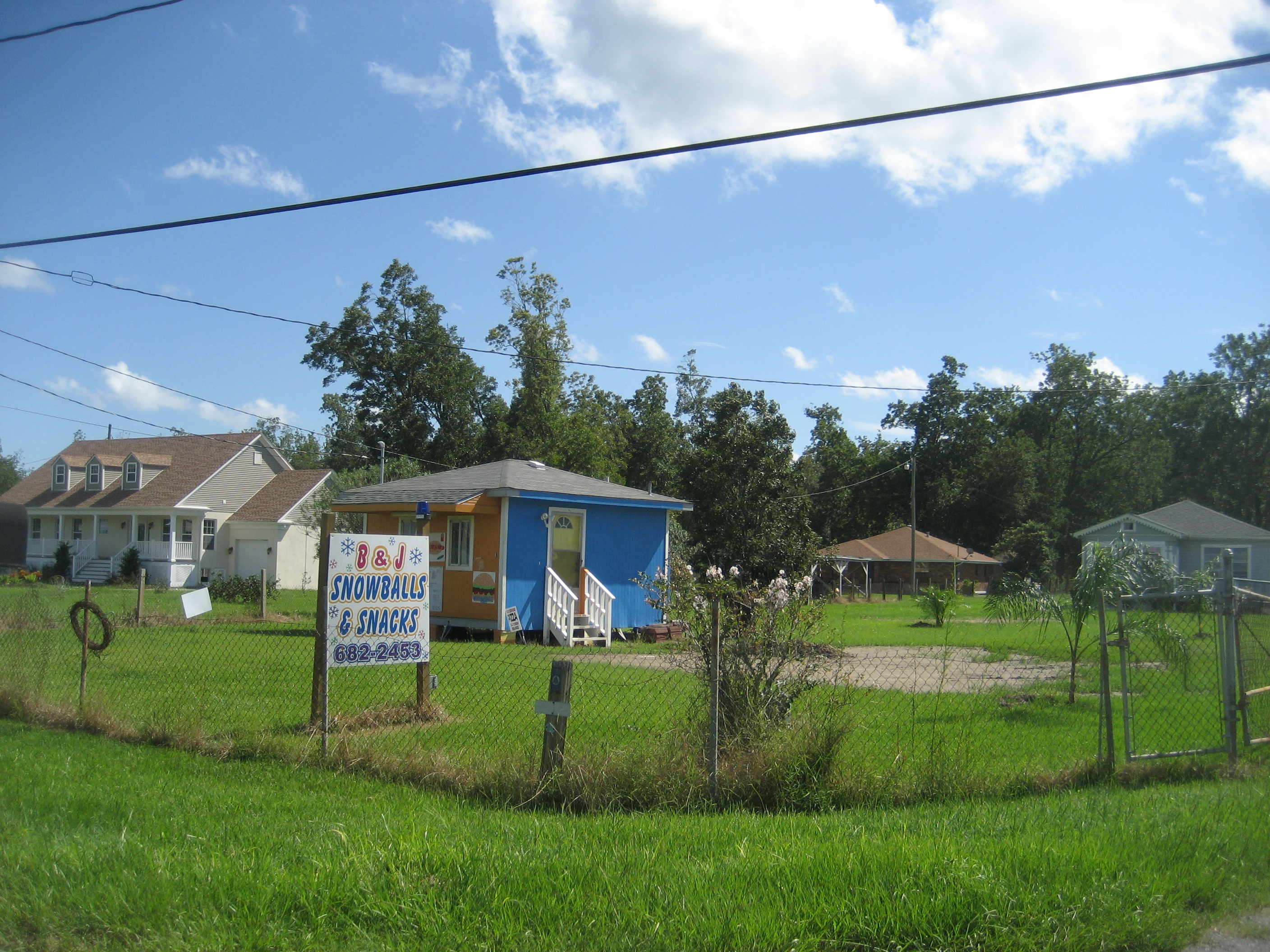
Caserío en Braithwaite

## Población
En esta comunidad residen alrededor de unas doscientas personas, pero esta cifra de habitantes se redujo drásticamente hace poco debido a que se tuvo que evacuar a la población.
- Wikimedia Commons alberga una categoría multimedia sobre Braithwaite.